# Direitos humanos no Sri Lanka

bandeira do Sri Lanka

Os direitos humanos no Sri Lanka preveem os direitos fundamentais . A constituição declara que toda pessoa tem direito à liberdade de pensamento, consciência e religião, incluindo a liberdade de ter ou adotar uma religião ou crença de sua escolha. E, que toda pessoa é igual perante a lei.
Os principais grupos de direitos humanos, como a Anistia Internacional e Human Rights Watch, bem como o Departamento de Estado dos Estados Unidos e a União Européia, expressaram preocupação com o estado dos direitos humanos no Sri Lanka. O domínio britânico no Ceilão, o governo do Sri Lanka e os separatistas Tigres de Libertação do Tamil Eelam (TLTE), bem como vários outros paramilitares e rebeldes marxistas Janatha Vimukthi Peramuna (JVP) são acusados de violar os direitos humanos. Embora o Sri Lanka não pratique oficialmente a pena de morte desde 1976, há casos bem documentados de 'desaparecimentos' e assassinatos patrocinados pelo Estado.

## Direitos dos LGBT
O Sri Lanka ainda não implementou leis anti-discriminatórias. Não reconheceu pessoas transgênero, dificultando a obtenção de cartões do governo e a discriminação também é desenfreada.
O Artigo 365 do Código Penal do Sri Lanka, que criminaliza atos sexuais entre pessoas do mesmo sexo, permanece nos livros, embora os relatórios tenham se referido a ele como raramente usado No entanto, organizações de direitos humanos relataram que policiais e funcionários do governo usaram a ameaça de prisão para agredir, assediar e extorquir sexual e monetariamente indivíduos LGBTI. Ataques de vigilantes, execuções de vigilantes, tortura, exames anais forçados e espancamentos também são tolerados.